# Município de Troy (condado de Geauga, Ohio)
O município de Troy (em inglês: Troy Township) é um município localizado no condado de Geauga no estado estadounidense de Ohio. No ano de 2010 tinha uma população de 2.801 habitantes e uma densidade populacional de 42,02 pessoas por km².

## Geografia
O município de Troy encontra-se localizado nas coordenadas 41° 22′ 51″ N, 81° 08′ 57″ O. Segundo a Departamento do Censo dos Estados Unidos, o município tem uma superfície total de 66.66 km², da qual 64,87 km² correspondem a terra firme e (2,69 %) 1,79 km² é água.

## Demografia
Segundo o censo de 2010, tinha 2.801 habitantes residindo no município de Troy. A densidade populacional era de 42,02 hab./km². Dos 2.801 habitantes, o município de Troy estava composto pelo 97,97 % brancos, o 0,57 % eram afroamericanos, o 0,04 % eram amerindios, o 0,71 % eram asiáticos, o 0,18 % eram de outras raças e o 0,54 % eram de uma mistura de raças. Do total da população o 0,54 % eram hispanos ou latinos de qualquer raça.